# Bambino malato

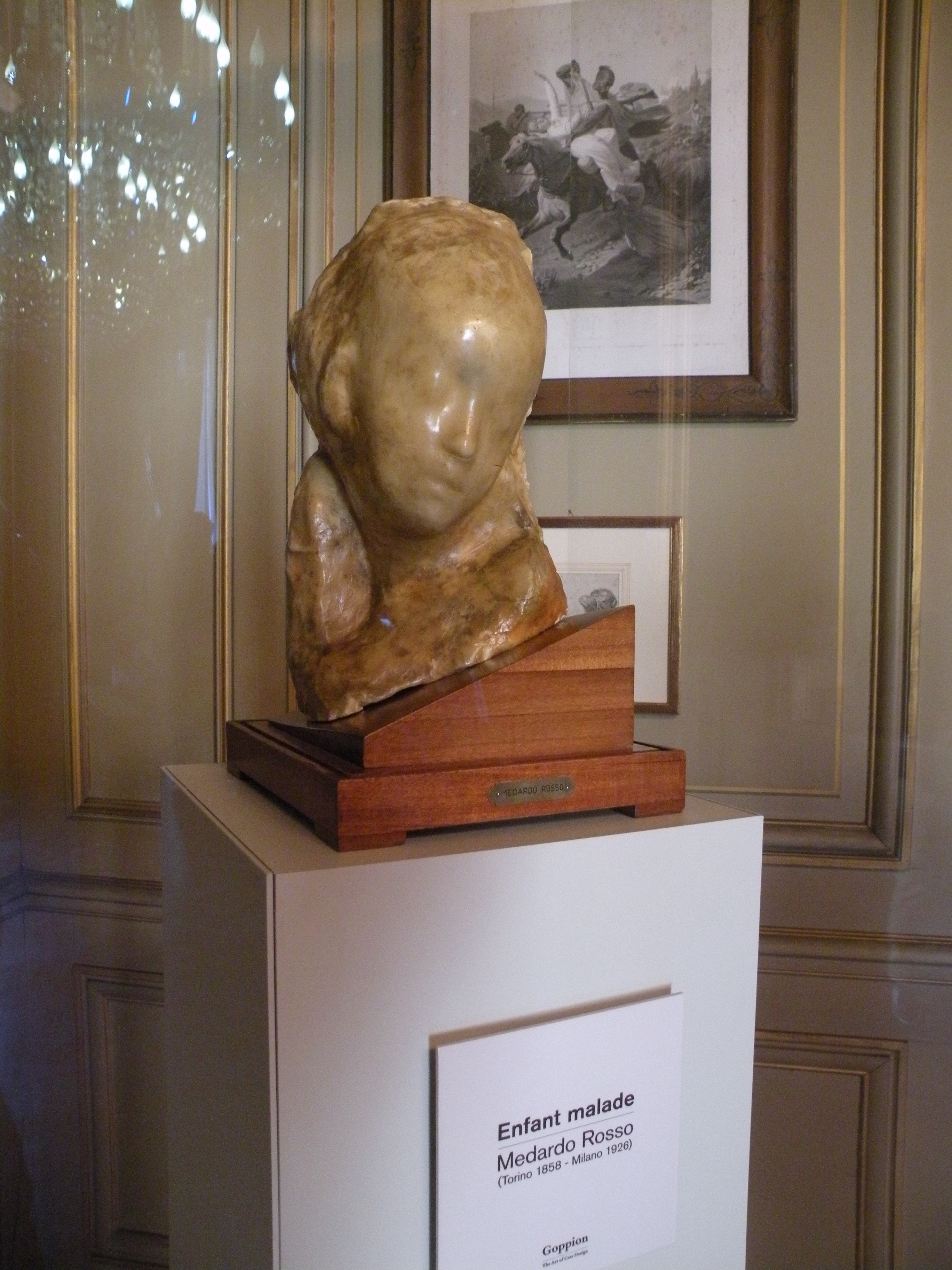
Bambino Malato esposto presso l'Hôtel de Boisgelin.

Bambino malato è un'opera di Medardo Rosso in bronzo, databile al 1893-1896 e che raffigura la testa di un bambino ammalato. Nel 2014 è stata valutata 500.000 Euro.

## Storia
La statua fu disegnata e prodotta tra il 1893 ed il 1895, dopo la degenza di Medardo Rosso presso un ospedale di Parigi.
L'artista nel 1920, con una certa irriverenza, espose il Bambino Malato, assieme ad altre tre sue opere eseguite tempo prima, il Bambino ebreo, La Portinaia e l'Ecce Puer, alla Mostra d'arte Sacra di Venezia limitandosi a modificarne il nome in San Giovannino.

### Il furto del 2014
Il 4 dicembre 2014 l'opera è stata rubata mentre era esposta alla Galleria Nazionale d'Arte Moderna di Roma nella mostra dedicata a Secessione e Avanguardia.
Quattro giorni più tardi, la testa di bronzo è stata ritrovata nello stesso museo in un armadietto utilizzato dal pubblico, in precedenza controllato dalle forze dell'ordine. Secondo le prime ricostruzioni, lo stesso ladro sarebbe ritornato a restituire la scultura.